# 六ヶ所村

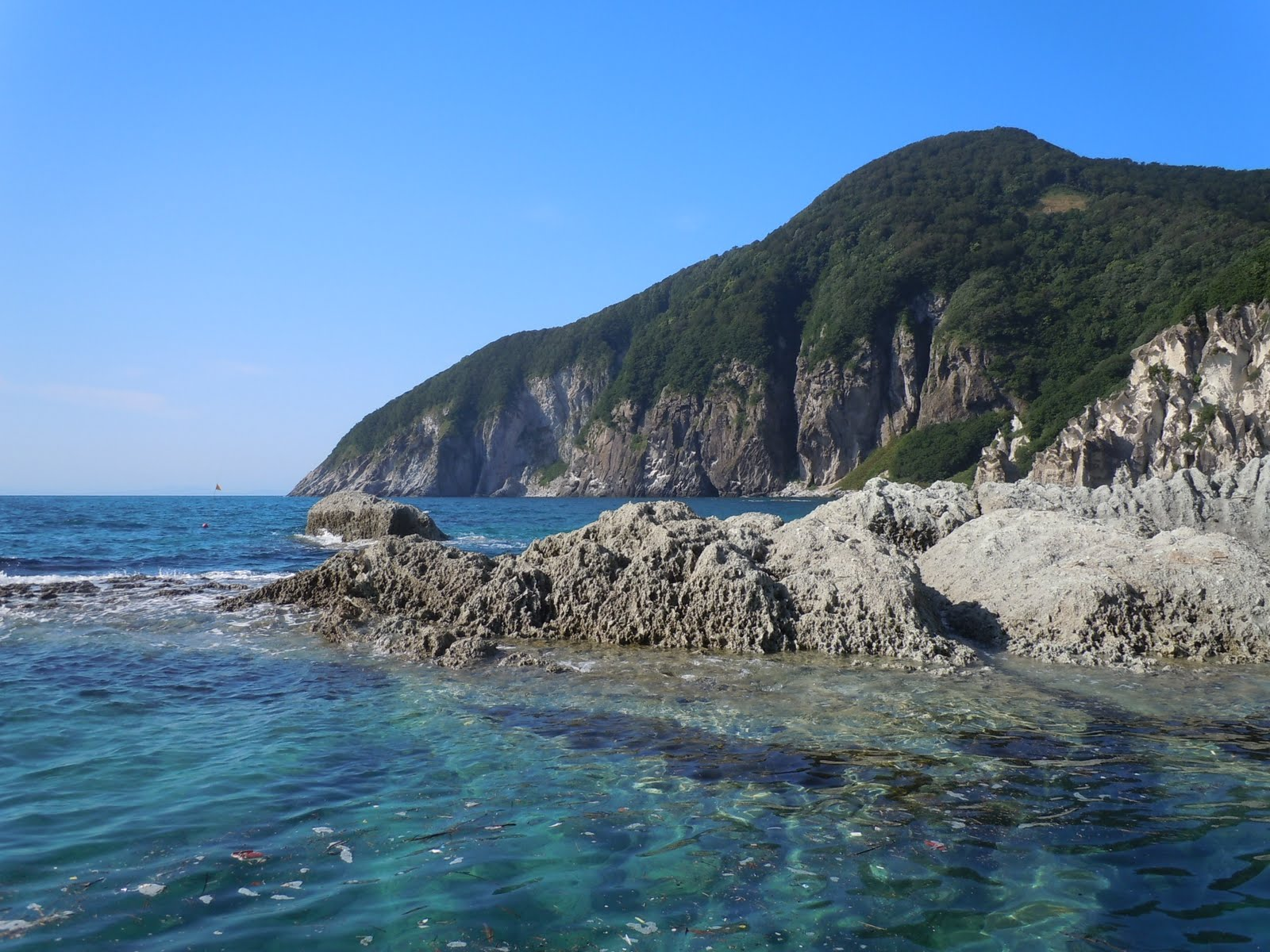
六ヶ所村泊の海岸

六ヶ所村（ろっかしょむら）は、青森県の下北半島太平洋岸に位置する村。上北郡に属する。
原子燃料サイクル施設などの原子力施設の他、国家石油備蓄基地や、やませを利用した風力発電基地等、エネルギー関連施設が集中している。ITER（国際熱核融合実験炉）の建設候補地として誘致を推進していたが、カダラッシュ（フランス）に建設されることが決定した。
日本の村を50音順に並べると、当村は最後となる。
(最初は東京都青ヶ島村)

## 地理
- 山：吹越烏帽子、御宿山
- 河川：高瀬川
- 湖沼：鷹架沼、尾駮沼
- 滝：滝の尻大滝

### 隣接している自治体
- 三沢市
- 上北郡：野辺地町、横浜町、東北町
- 下北郡：東通村

### 気候
ケッペンの気候区分では西岸海洋性気候に属する。年間を通して冷涼な気候で、夏はやませの影響を受けて肌寒く天候が悪い時期もある。
| 六ヶ所村（平均値:1991 - 2020，極値:1982 - 2024）の気候 | 六ヶ所村（平均値:1991 - 2020，極値:1982 - 2024）の気候 | 六ヶ所村（平均値:1991 - 2020，極値:1982 - 2024）の気候 | 六ヶ所村（平均値:1991 - 2020，極値:1982 - 2024）の気候 | 六ヶ所村（平均値:1991 - 2020，極値:1982 - 2024）の気候 | 六ヶ所村（平均値:1991 - 2020，極値:1982 - 2024）の気候 | 六ヶ所村（平均値:1991 - 2020，極値:1982 - 2024）の気候 | 六ヶ所村（平均値:1991 - 2020，極値:1982 - 2024）の気候 | 六ヶ所村（平均値:1991 - 2020，極値:1982 - 2024）の気候 | 六ヶ所村（平均値:1991 - 2020，極値:1982 - 2024）の気候 | 六ヶ所村（平均値:1991 - 2020，極値:1982 - 2024）の気候 | 六ヶ所村（平均値:1991 - 2020，極値:1982 - 2024）の気候 | 六ヶ所村（平均値:1991 - 2020，極値:1982 - 2024）の気候 | 六ヶ所村（平均値:1991 - 2020，極値:1982 - 2024）の気候 |
| 月                                                     | 1月                                                    | 2月                                                    | 3月                                                    | 4月                                                    | 5月                                                    | 6月                                                    | 7月                                                    | 8月                                                    | 9月                                                    | 10月                                                   | 11月                                                   | 12月                                                   | 年                                                     |
| ------------------------------------------------------ | ------------------------------------------------------ | ------------------------------------------------------ | ------------------------------------------------------ | ------------------------------------------------------ | ------------------------------------------------------ | ------------------------------------------------------ | ------------------------------------------------------ | ------------------------------------------------------ | ------------------------------------------------------ | ------------------------------------------------------ | ------------------------------------------------------ | ------------------------------------------------------ | ------------------------------------------------------ |
| 最高気温記録 °C （°F）                                 | 12.3 (54.1)                                            | 16.6 (61.9)                                            | 21.7 (71.1)                                            | 29.1 (84.4)                                            | 30.3 (86.5)                                            | 34.1 (93.4)                                            | 34.2 (93.6)                                            | 34.8 (94.6)                                            | 33.7 (92.7)                                            | 28.6 (83.5)                                            | 24.6 (76.3)                                            | 18.2 (64.8)                                            | 34.8 (94.6)                                            |
| 平均最高気温 °C （°F）                                 | 1.2 (34.2)                                             | 1.9 (35.4)                                             | 5.7 (42.3)                                             | 12.3 (54.1)                                            | 17.2 (63)                                              | 19.9 (67.8)                                            | 23.4 (74.1)                                            | 25.3 (77.5)                                            | 22.7 (72.9)                                            | 17.2 (63)                                              | 10.5 (50.9)                                            | 3.8 (38.8)                                             | 13.4 (56.1)                                            |
| 日平均気温 °C （°F）                                   | −1.5 (29.3)                                            | −1.2 (29.8)                                            | 1.9 (35.4)                                             | 7.3 (45.1)                                             | 12.1 (53.8)                                            | 15.4 (59.7)                                            | 19.4 (66.9)                                            | 21.3 (70.3)                                            | 18.4 (65.1)                                            | 12.6 (54.7)                                            | 6.5 (43.7)                                             | 0.8 (33.4)                                             | 9.4 (48.9)                                             |
| 平均最低気温 °C （°F）                                 | −4.4 (24.1)                                            | −4.4 (24.1)                                            | −1.9 (28.6)                                            | 2.8 (37)                                               | 7.9 (46.2)                                             | 12.0 (53.6)                                            | 16.5 (61.7)                                            | 18.3 (64.9)                                            | 14.8 (58.6)                                            | 8.2 (46.8)                                             | 2.6 (36.7)                                             | −2.2 (28)                                              | 5.8 (42.4)                                             |
| 最低気温記録 °C （°F）                                 | −12.1 (10.2)                                           | −12.6 (9.3)                                            | −10.9 (12.4)                                           | −5.3 (22.5)                                            | 0.5 (32.9)                                             | 3.7 (38.7)                                             | 8.9 (48)                                               | 9.8 (49.6)                                             | 4.8 (40.6)                                             | −0.8 (30.6)                                            | −7.8 (18)                                              | −11.8 (10.8)                                           | −12.6 (9.3)                                            |
| 降水量 mm （inch）                                     | 106.4 (4.189)                                          | 81.0 (3.189)                                           | 74.2 (2.921)                                           | 68.4 (2.693)                                           | 93.8 (3.693)                                           | 108.4 (4.268)                                          | 151.4 (5.961)                                          | 176.8 (6.961)                                          | 169.8 (6.685)                                          | 130.6 (5.142)                                          | 105.0 (4.134)                                          | 125.4 (4.937)                                          | 1,410.6 (55.535)                                       |
| 平均月間日照時間                                       | 70.7                                                   | 90.8                                                   | 159.4                                                  | 194.6                                                  | 201.4                                                  | 161.3                                                  | 131.9                                                  | 149.7                                                  | 158.1                                                  | 158.6                                                  | 106.3                                                  | 70.2                                                   | 1,645.6                                                |
| 出典：気象庁                                           |                                                        |                                                        |                                                        |                                                        |                                                        |                                                        |                                                        |                                                        |                                                        |                                                        |                                                        |                                                        |                                                        |

## 歴史
「尾駮の駒」や「尾駮の牧」は歌枕として何度もうたわれている。尾駮とはどこであるか不明だが、六ヶ所村尾駮地区であるとも言われている。1793年菅江真澄は歌枕の地を確認しようと尾駮村を大雪の中訪ね、その感激を歌にしている。土地に200年程前から伝わる古文書（木村文書）によれば、源頼朝が所有した名馬「 生食（）」の産地と伝えられる。「生食」の産地については、中国地方、宮城県等諸説ある。
1889年（明治22年）4月1日 - 町村制の施行により、倉内村、平沼村、鷹架（）村、尾駮（）村、出戸村及び泊村の区域をもって、六ヶ所村が発足する。

## 行政
エネルギー関連施設の存在によって、2006年度（平成18年度）予算においては年間60億円もの村税が納入されるため、税収は豊かである。国・県への依存財源は25%あまり存在するが、地方交付税交付金を受けておらず、村の予算規模は周辺同規模の町村の倍以上となっている。
2023年度（令和5年度）における財政力指数は1.61と全国で2番目に高い値であった。
このような財政状況を反映して村内に下水道・浄化槽施設、診療所、健康施設が整備されるなど、インフラ整備は進んでいる。1995年（平成7年）改定の合併特例法にかかる平成の大合併においても、周辺市町村との合併には否定的であった。

### 村長
- 第24代 寺下力三郎 1969年 - 1973年（1期） 1971年、むつ小川原開発計画への反対を表明。賛成派から解職請求を出され住民投票が行われたが1973年6月に不成立[3]、しかし同年12月の村長選挙では賛成派に敗れる
- 第25 - 28代 古川伊勢松 1973年 - 1989年（4期） 原子燃料サイクル施設建設を推進
- 第29 - 30代 土田浩 1989年 - 1997年（2期） 原子燃料サイクル施設の工事凍結を公約に無所属で当選、のち推進に転換
- 第31 - 32代 橋本寿 1997年 - 2002年（2期） 二期目途中に野辺地町の電気工事会社からの収賄疑惑で青森県警察による2日間の事情聴取を受けていたが、2002年5月18日未明に自宅付近の雑木林で、首吊り自殺を図り在任中に死去。
- 第33 - 35代 古川健治 2002年 - 2014年（平成26年）7月6日（3期）古川伊勢松の実弟[4]
- 第36 - 37代 戸田衛 2014年7月7日 -  古川健治より後継指名、原子燃料サイクル施設建設を推進[5]

## 公的機関

### 警察
青森県警察 野辺地警察署
- 尾駮交番
- 平沼駐在所

### 消防
- 北部上北広域事務組合六ヶ所消防署
  - 北分署
  - 南分署

## 経済
伝統的な農業・水産業に加え、数々のエネルギー関連施設が立地している。これらによる税収や雇用だけでなく、風力発電や太陽光発電といった再生可能エネルギーから原子力発電関連までの施設が、同じ村に集積している珍しさを活かした見学ツアーの誘致も計画している。

### エネルギー産業

#### 原子力
- 原子燃料サイクル施設
  - 日本原燃本社
  - 六ヶ所再処理工場（兼貯蔵施設） - 運転試験中
  - 六ヶ所ウラン濃縮工場
  - MOX燃料工場- 建設中
  - 六ヶ所低レベル放射性廃棄物埋設センター
  - 六ヶ所高レベル放射性廃棄物貯蔵管理センター - 日本の電力会社は使用済み核燃料の再処理を英仏両国に委託しており、再処理で発生した高レベル放射性廃棄物のうち、フランスからのものは2007年3月までにすべて返還され、イギリスからは2010年3月に初返還されている[7]。
- 量子科学技術研究開発機構六ヶ所核融合研究所 - 幅広いアプローチ六ヶ所サイト（ITER建設元候補地）
- 原燃輸送六ヶ所輸送事業所
- 原子力安全技術センター防災技術センター
- 原子力規制委員会六ヶ所原子力規制事務所

#### 石油・風力
- むつ小川原国家石油備蓄基地
  - 完成：1985年（昭和60年）9月
  - 最大備蓄量：約570万kl（全国で5000万klが目標）
  - 備蓄量：約491万kl（約13日分）（2019年1月1日現在）
  - 管理者：むつ小川原石油備蓄株式会社
- むつ小川原ウィンドファーム（廃止）
  - 運転開始：2003年（平成15年）1月
  - 運転終了：2023年（令和5年）3月
  - 設備能力：31,500 kW（1,500 kW×21基）
  - 事業者：コスモエコパワー株式会社
- 六ヶ所村風力発電所、六ヶ所村第二風力発電所[8]
  - 運転開始：2003年（平成15年）12月、2004年（平成16年）11月
  - 設備能力：32,850 kW（1,500 kW×20基、1,425kw×2基）
  - 事業者：日本風力開発株式会社
- 二又風力発電所[8]
  - 運転開始：2008年（平成20年）5月
  - 設備能力：51,000 kW（1,500 kW×34基）
  - 事業者：二又風力開発株式会社
- 睦栄風力発電所[8]
  - 運転開始：2014年（平成26年）11月
  - 設備能力：10000 kW（2000 kW×5基）
  - 事業者：青森風力開発株式会社
- 吹越台地風力発電所[8]
  - 運転開始：2015年（平成27年）5月
  - 設備能力：20000 kW（2000 kW×10基）※大容量蓄電池併設風力発電施設
  - 事業者：日本風力開発株式会社

### 農業・水産業
農業（特に畜産業）、漁業が盛んである。農業はやませによる冷害が起きやすい地域であり、ナガイモなどの冷害に強い根菜類が多く作られている。

#### 漁業
- 泊漁港
- 尾駮漁港
- 平沼漁港

### 郵便

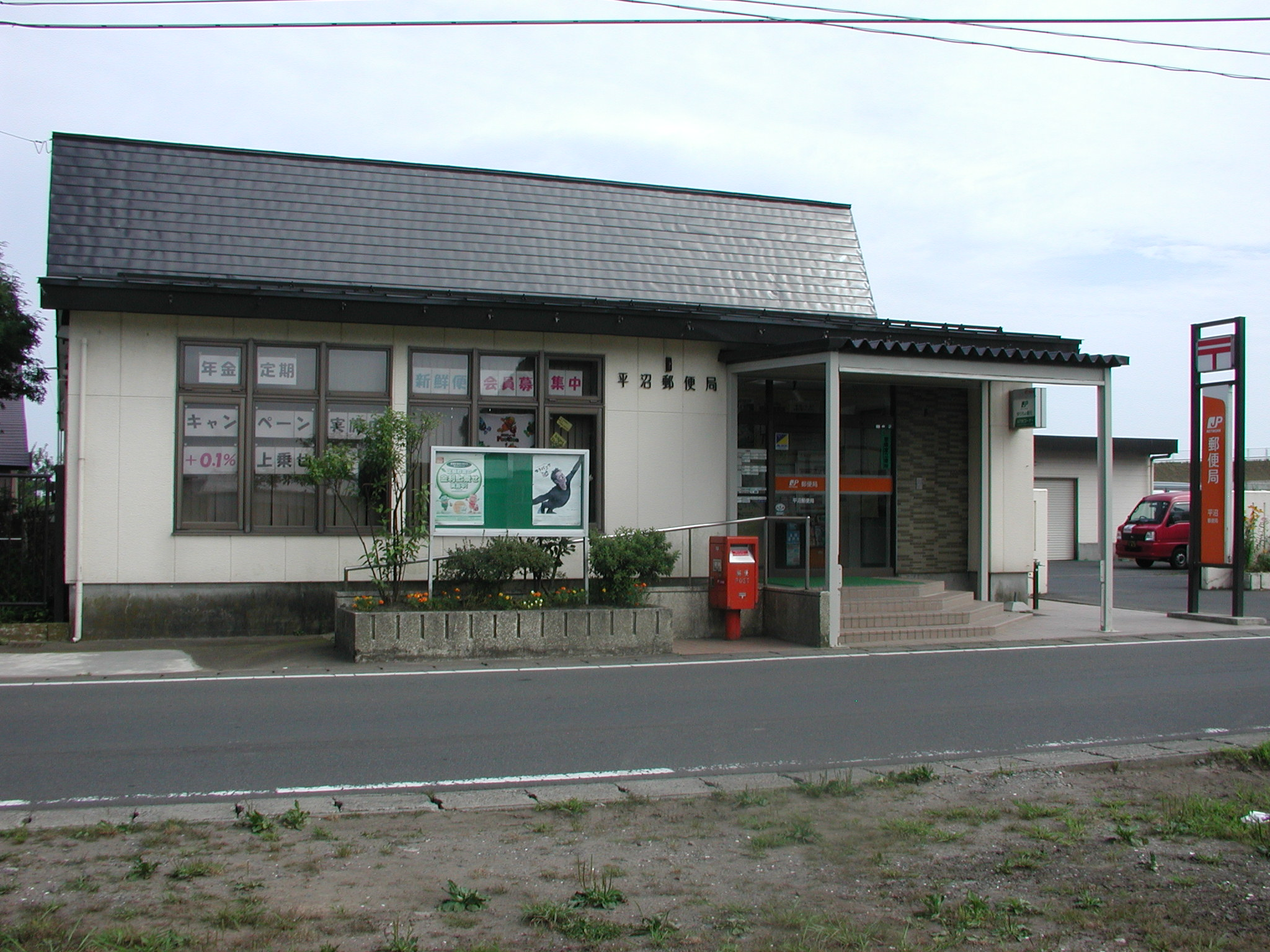
平沼郵便局

- 平沼郵便局（集配局）（84056）
- 泊郵便局（84046）
- 六ヶ所郵便局（84135）
- 倉内簡易郵便局（84716）

### 金融機関
- 青森みちのく銀行六ケ所支店・六ケ所中央支店…指定金融機関
- 青森県信用組合六ヶ所支店
- ゆうき青森農業協同組合六ヶ所支店

### その他

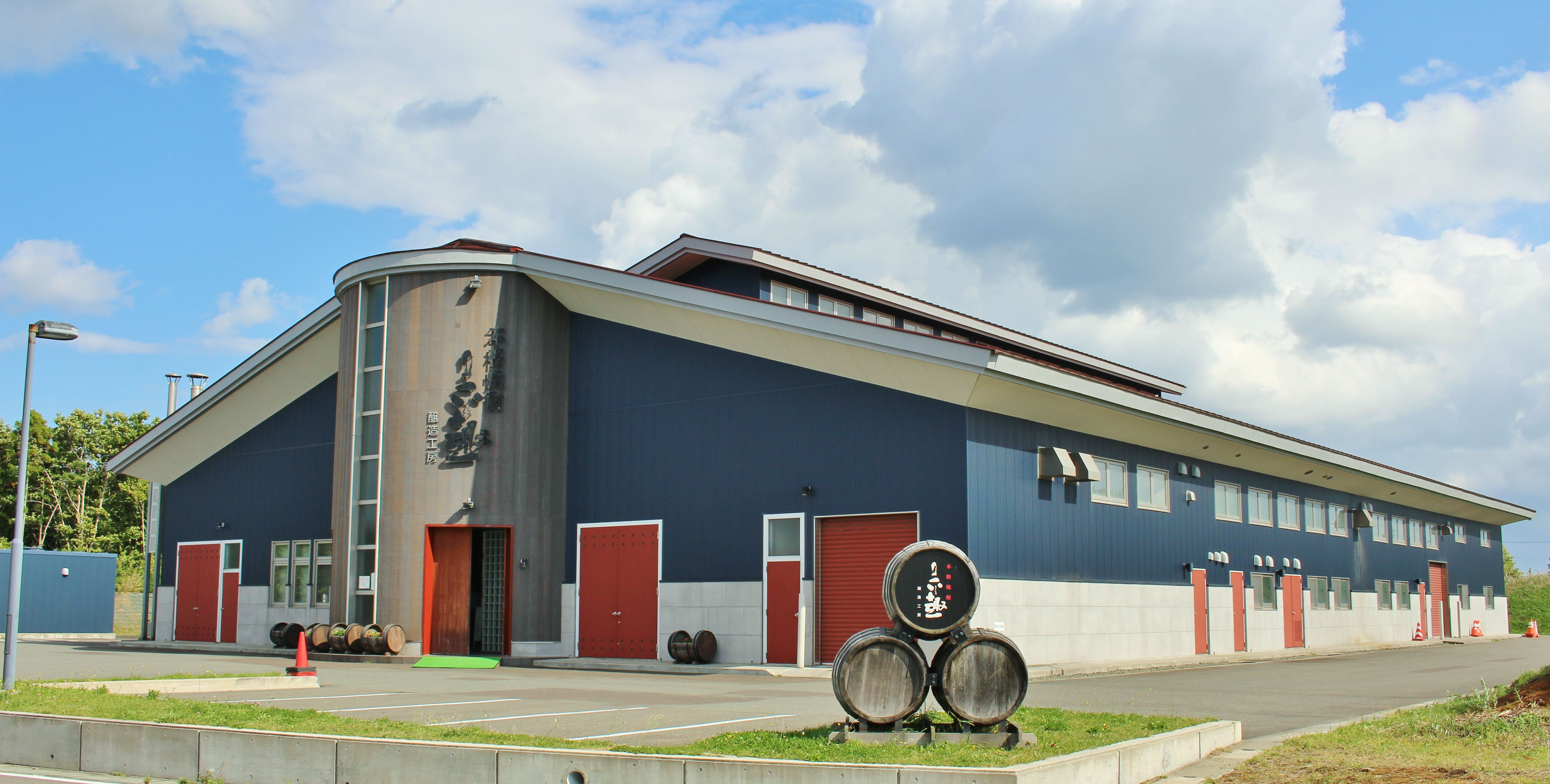
六趣醸造工房

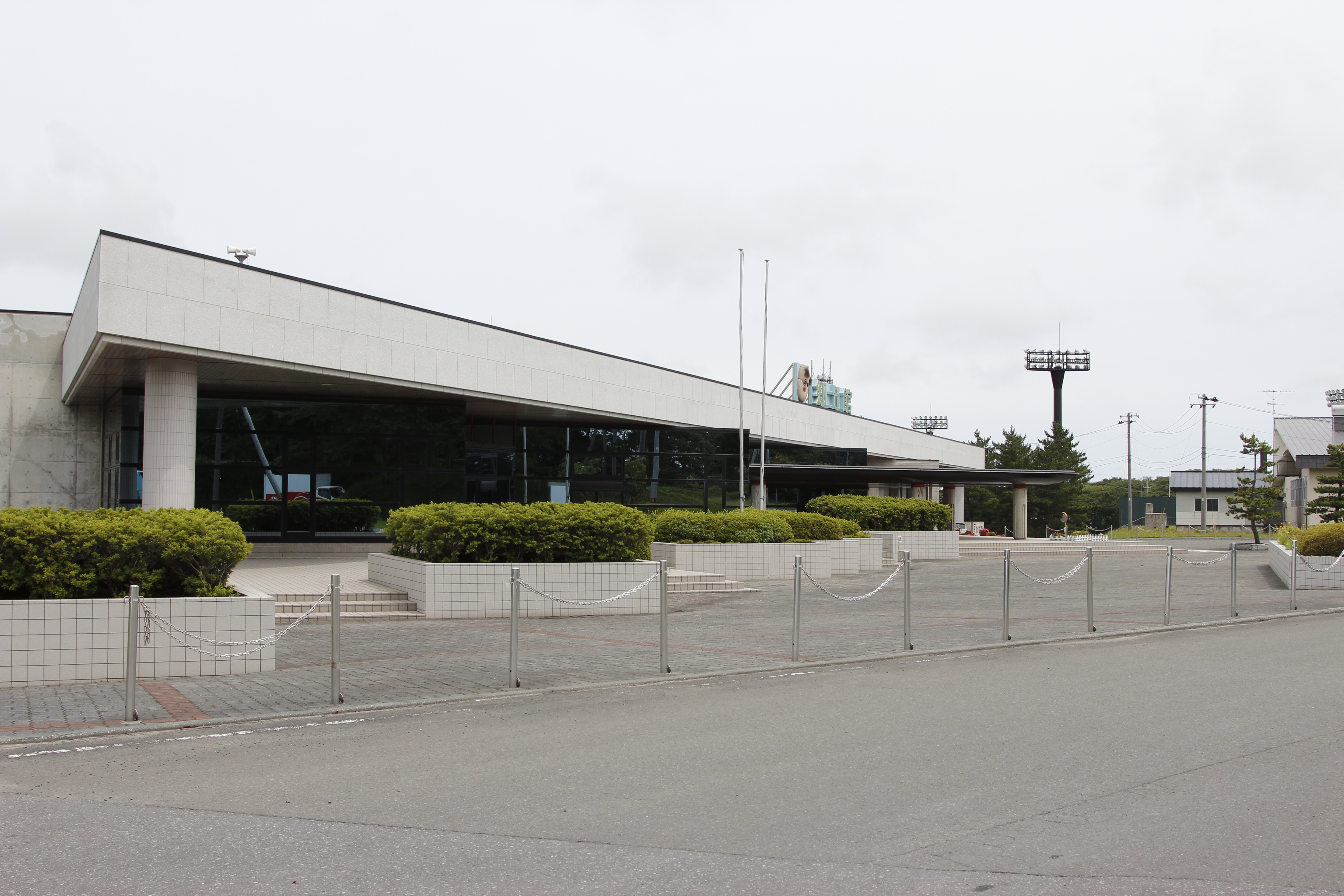
六ヶ所村立郷土館

- 六趣（ナガイモ焼酎）
- 白糠テレビ中継局
- 陸上自衛隊六ヶ所対空射撃場
- 六旬館（六ヶ所村特産品販売所）
- 六ヶ所村立郷土館六ヶ所村立郷土館

## 姉妹都市・提携都市

### 海外
- ヴァーレン市（ドイツ語版）（ドイツ連邦共和国 メクレンブルク＝フォアポンメルン州）
  - 1994年友好都市締結 産業・文化・スポーツ等の交流

## 地域

### 人口
平成27年国勢調査より前回調査からの人口増減をみると、5.04％減の10,536人であり、増減率は県下40市町村中12位。
| |                                          |  |
| 六ヶ所村と全国の年齢別人口分布（2005年） | 六ヶ所村の年齢・男女別人口分布（2005年） |  |
| ■紫色 ― 六ヶ所村 ■緑色 ― 日本全国 | ■青色 ― 男性 ■赤色 ― 女性                |  |
| 六ヶ所村（に相当する地域）の人口の推移 \| 1970年（昭和45年） \| 11,749人 \| \| \| 1975年（昭和50年） \| 11,321人 \| \| \| 1980年（昭和55年） \| 11,104人 \| \| \| 1985年（昭和60年） \| 11,003人 \| \| \| 1990年（平成2年） \| 10,071人 \| \| \| 1995年（平成7年） \| 11,063人 \| \| \| 2000年（平成12年） \| 11,849人 \| \| \| 2005年（平成17年） \| 11,401人 \| \| \| 2010年（平成22年） \| 11,095人 \| \| \| 2015年（平成27年） \| 10,536人 \| \| \| 2020年（令和2年） \| 10,367人 \| \| |                                          |  |
| 総務省統計局 国勢調査より |                                          |  |
| 1970年（昭和45年） | 11,749人                                 |  |
| 1975年（昭和50年） | 11,321人                                 |  |
| 1980年（昭和55年） | 11,104人                                 |  |
| 1985年（昭和60年） | 11,003人                                 |  |
| 1990年（平成2年） | 10,071人                                 |  |
| 1995年（平成7年） | 11,063人                                 |  |
| 2000年（平成12年） | 11,849人                                 |  |
| 2005年（平成17年） | 11,401人                                 |  |
| 2010年（平成22年） | 11,095人                                 |  |
| 2015年（平成27年） | 10,536人                                 |  |
| 2020年（令和2年） | 10,367人                                 |  |

### 教育

#### 小学校
- 六ヶ所村立泊小学校
- 六ヶ所村立尾駮小学校
- 六ヶ所村立南小学校
- 六ヶ所村立千歳平小学校

※以下は廃校。
- 六ヶ所村立笹原小学校（2000年・千歳平小学校へ統合）
- 六ヶ所村立二又小学校（2004年・尾駮小学校へ統合）
- 六ヶ所村立中志小学校（2006年・平沼小学校へ統合）
- 六ヶ所村立戸鎖小学校（2011年・尾駮小学校へ統合）
- 六ヶ所村立平沼小学校（2013年・南小学校を統合新設）
- 六ヶ所村立倉内小学校（同上）

#### 中学校
- 六ヶ所村立泊中学校
- 六ヶ所村立第一中学校
- 六ヶ所村立第二中学校

※以下は廃校。
- 六ヶ所村立千歳中学校（2020年・第二中学校へ統合）
- 六ヶ所村立室ノ久保中学校（2006年・第一中学校へ統合）

#### 高等学校
- 青森県立六ヶ所高等学校

#### 大学院
- 東北大学大学院工学研究科量子エネルギー工学専攻六ケ所村分室[9]

## 交通
村内を走る鉄道路線はない。近隣の駅からのアクセスは以下の通りである。
鉄道の最寄駅
- 在来線：青い森鉄道野辺地駅（野辺地町、40分、路線バスあり）、乙供駅（東北町、40分）、東日本旅客鉄道大湊線吹越駅（横浜町、30分）
- 東北新幹線：八戸駅（八戸市、1時間30分）

空港
- 青森空港（青森市、1時間40分）
- 三沢空港（三沢市、50分）

### 道路
- 下北半島縦貫道路
  - 六ヶ所インターチェンジ
- 国道338号
  - 白糠バイパス（白糠・泊トンネル）
- 国道394号
- 青森県道5号野辺地六ケ所線
- 青森県道24号横浜六ケ所線
- 青森県道25号東北横浜線
- 青森県道179号泊陸奥横浜停車場線
- 青森県道180号尾駮有戸停車場線

### バス路線
- 下北交通バス
  - 泊線（むつバスターミナル - 泊）
  - 六ヶ所線（野辺地駅 - 泊）
- 十鉄バス
  - 三沢 - 平沼線（三沢 - 追舘）

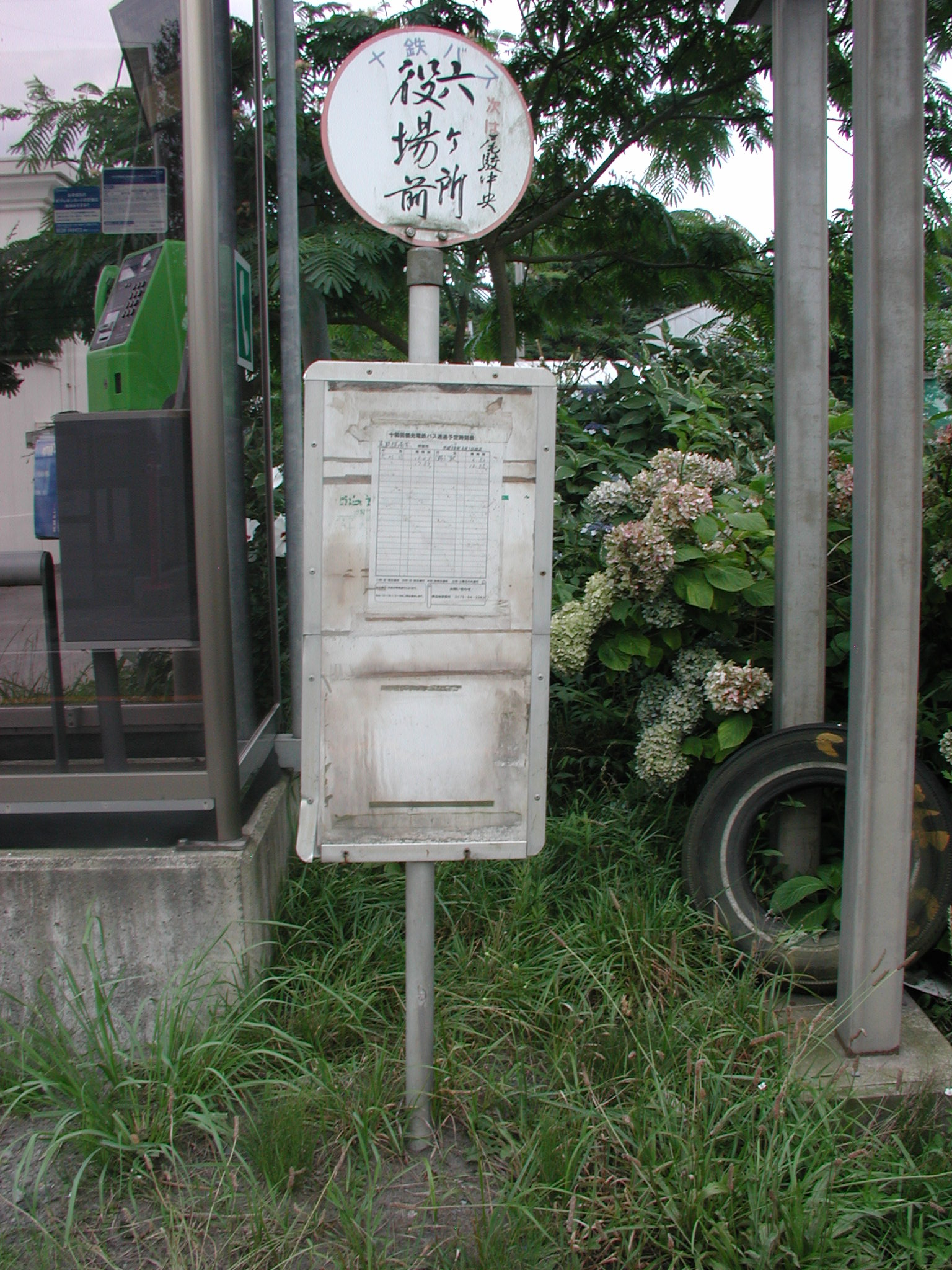
十和田観光電鉄 野辺地-平沼-六ヶ所線「六ヶ所役場前」バス停留所

  - 野辺地 - 平沼 - 六ヶ所線（野辺地駅 - 追舘 - 大川目）
  - 七戸十和田駅 - 六ヶ所村役場・泊地区ふれあいセンター（シャトルバス）※2013年1月13日までの試験運行

かつては急行八戸 - 泊線が運行されていたが、2003年4月30日の運行をもって終了し、翌5月1日に廃止された。
- 三沢市コミュニティバス
  - 一部路線が追舘まで乗り入れている

### 港湾
- むつ小川原港（重要港湾）

## 出身有名人
- 遠田恵子（フリーキャスター、元青森テレビ）
- 橋本麗奈（フリーキャスター）
- 林あさ美（演歌歌手）

## 名所・旧跡・観光スポット・祭事・催事
- 物見崎灯台〔泊字焼山〕
- タタミ岩〔泊字焼山〕
- 馬門川観光公園〔泊字川原〕

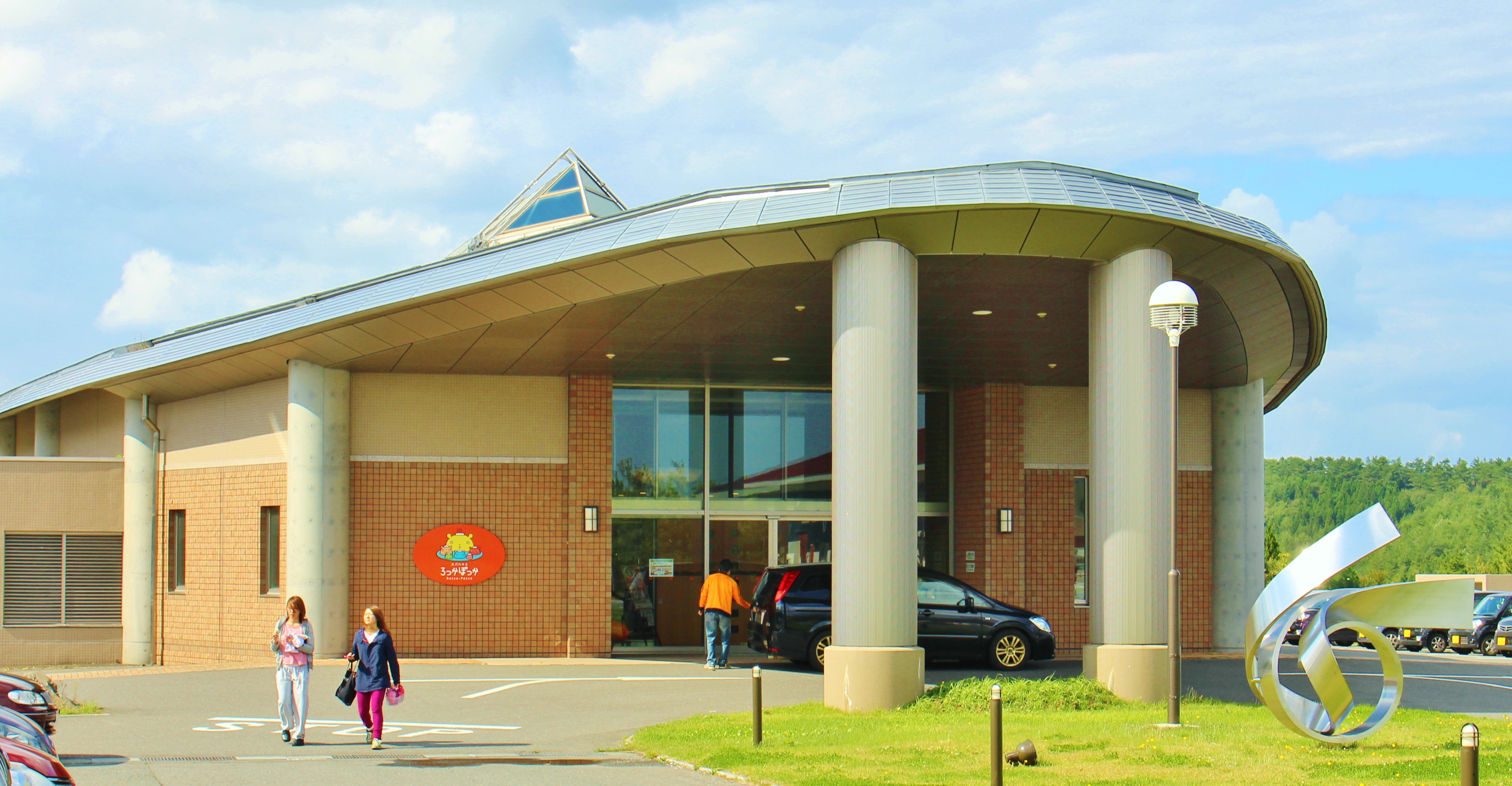
スパハウスろっかぽっか

- 泊合同例大祭（7月18日 - 7月20日）
- たのしむべ!フェスティバル（5月2週目土日）
- ろっかしょ産業まつり（10月最終土日）
- 異文化交流フェア
- 村立郷土館〔尾駮字野附〕
- とまりのトトロ（泊地区。トトロにそっくりの岩穴）

## 六ヶ所村が舞台となる作品
- へばの - 六ヶ所村で生きる男女の別れと再会を描いた、恋愛映画。2009年1月31日より東京ポレポレ東中野にてレイトショー公開される。青森県弘前市出身の木村文洋監督による初長編作品。出演に西山真来、吉岡睦雄。
- 六ヶ所村ラプソディー - 村内にある核燃料再処理工場を取り巻く問題を追うドキュメンタリー作品。2006年公開、鎌仲ひとみ監督作品[10]。